# Summit Foundation
 (mars 2015).
Si vous disposez d'ouvrages ou d'articles de référence ou si vous connaissez des sites web de qualité traitant du thème abordé ici, merci de compléter l'article en donnant les références utiles à sa vérifiabilité et en les liant à la section « Notes et références ».
Summit Foundation est une organisation à but non lucratif et reconnue d'utilité publique. Elle est basée à Vevey en Suisse.

## Mission et activités
Summit Foundation a été créée en 2001, avec pour mission de diminuer l'impact environnemental des activités humaines, dans les lieux à forte fréquentation, en particulier en lien avec la pratique des loisirs. 
Elle a pour activités:  
- L'éducation à l'environnement des jeunes générations.
- Les actions de sensibilisation du grand public, notamment au travers de campagnes d'affichage, d'opérations de ramassage des déchets[3] en montagne[4],[5] ou encore de stands sur des événements.
- Le développement de solutions concrètes, facilitant un comportement écoresponsable, notamment l'Ecobox (poubelle de poche), les bornes de tri et le conseil environnemental.

## Programmes et produits

### Actions de sensibilisation
Summit Foundation sensibilise le grand public et les jeunes générations à l'impact environnemental des activités humaines, notamment au travers de l'organisation de campagnes d'affichage, d'opérations de ramassage des déchets, de films de sensibilisation ou encore d'outils pédagogiques pour les enseignants et les moniteurs de ski.

### Campagnes d'affichage
Les campagnes d'affichage visent à sensibiliser le public à l’écologie dans un cadre touristique (stations de ski, sentiers de randonnées en raquettes à neige, bords de lacs, ports de plaisance, etc.).
La fondation est aujourd’hui agréée par la Société Suisse des remontées mécaniques et est partenaire écologique de 65 stations de ski en Suisse et en France voisine.
Summit Foundation est partenaire de www.sentiers-raquettes.ch sur plus de 180 sentiers balisés (soit environ 800 km) pour la randonnée en raquettes à neige.

### Soutien aux manifestations sportives et culturelles
Summit Foundation propose des solutions aux problèmes écologiques liés aux manifestations. 
- conseils pour l'organisation d'événements plus durables
- réalisation de sondages en lien avec des problématiques environnementales
- conception de campagnes de sensibilisation du public

### Bornes de tri
La Fondation conçoit et produit des bornes permettant le tri des déchets en milieu urbain, en station de montagne ou de façon ponctuelle lors de festivals ou de manifestations sportives. Au travers du système "vertical" développé depuis 2006, la qualité de tri dépasse les 90%. 

### Ecobox
Summit Foundation propose depuis 2002 une poubelle de poche personnalisable, l'Ecobox. Cette petite boîte en fer blanc recyclé, produite en Suisse, est assemblée et conditionnée au sein d'un atelier protégé, comme l'est l'essentiel du matériel utilisé et proposé par la fondation.